# Lemp (Dill)
Die Lemp ist ein knapp 12 km langer linker Nebenfluss der Dill im Lahn-Dill-Kreis, Mittelhessen. Sie bildet unterhalb ihres Quelllaufes eine natürliche Grenze zwischen der Hörre (Nordwesten) und dem Krofdorf-Königsberger Forst (Osten), beides Unter-Naturräume des Gladenbacher Berglandes.

## Name
Die erste schriftliche Erwähnung der Lemp gab es im Jahr 778 als fluuium Lemphia. Meist wird der Name als -apa-Flussnamenstyp gedeutet (*Lamapa) und das Bestimmungswort könnte hierbei das germanische Adjektiv *lama für „lahm“ sein. Alternativ könnte sich der Name auch vom germanischen Wortstamm *lampa- mit der Bedeutung „welk niederhängen, schlaff herabhängen“ ableiten.

## Geographie

### Verlauf
Die Quelle der Lemp befindet sich in der Gemeinde Hohenahr, knapp 2 km südsüdwestlich von Großaltenstädten und gut 2 km westsüdwestlich von Hohensolms. Von dort aus fließt der Fluss zunächst in westliche Richtungen durch ein Waldstück im westlichen Norden des Krofdorf-Königsberger Forstes und erreicht die Gemarkung von Aßlar.
Ab dem Verlassen des Waldes in Oberlemp, wo ihr von rechts der Bach von Bermoll zufließt, bildet die Lemp bis zu ihrer Mündung die naturräumliche Grenze zur rechtsseitigen Hörre. Während die Bewaldung der Hörre immer etwa einen Kilometer vom Flusslauf entfernt bleibt, schließt sich linksseitig die des Krofdorf-Königsberger Forstes indes weiterhin direkt an.
Unmittelbar nach dem Passieren von Oberlemp bildet die von rechts zufließende Westerlemp die Grenze zur Gemeinde Ehringshausen, deren Gemarkung der Fluss fortan nicht mehr verlässt.
Nach dem Durchqueren von Niederlemp fließen der Lemp, wieder von rechts, zuerst der Roßbach und dann der von Dreisbach kommende Dreisbach zu. Hier erfährt der Flusslauf eine Wendung von Westen nach Süd(südwest)en.
In Kölschhausen mündet von rechts der Kölschhäuser Bach, unmittelbar nach dem Ort von links der Breitenbach, der aus dem gleichnamigen Ortsteil kommt.
Östlich der Lemp und nördlich von Ehringshausen liegt der 330 Meter hohe Lemper Berg.
Nördlich von Ehringshausen verlässt die Lemp die Bewaldung und gleichzeitig die beiden montaneren Naturräume ins Untere Dilltal, um im Süden des Ortes von links in die Dill zu münden.

### Nebenflüsse
Folgende Nebenflüsse fließen der Lemp zu:
| Name              | Zufluss- seite | Länge [km] | Einzugs- gebiet [km²] | Mündungs- höhe [m. ü. NN] | Mündungs- ort                        | DGKZ        |
| ----------------- | -------------- | ---------- | --------------------- | ------------------------- | ------------------------------------ | ----------- |
| Segelbach         | links          | 0,5        |                       |                           | vor Oberlemp                         | 258492-1120 |
| Dauern Bach       | links          | 0,9        |                       |                           | gegenüber Oberlemp                   | 258492-1160 |
| Bermoller Bach    | rechts         | 1,8        |                       | 240                       | in Oberlemp                          | 258492-1180 |
| Westerlemp        | rechts         | 2,9        |                       | 228                       | unteres Ortsende von Oberlemp        | 258492-1920 |
| Roßbach           | rechts         | 2,6        |                       | 215                       | unterhalb Niederlemp                 | 258492-3262 |
| Dreisbach         | rechts         | 1,8        |                       | 213                       | zwischen Niederlemp und Kölschhausen | 258492-3200 |
| Kölschhäuser Bach | rechts         | 1,9        |                       | 200                       | in Kölschhausen                      | 258492-5400 |
| Breitenbach       | links          | 3,4        | 4,653                 | 196                       | unteres Ortsende von Kölschhausen    | 258492-6000 |
| Kurzebach         | links          | 0,5        |                       |                           |                                      | 258492-9200 |
| Kumbach           | rechts         | 1,2        |                       |                           |                                      | 258492-9400 |
| Haimbach          | rechts         | 0,7        |                       |                           | vor Ehringshausen                    | 258492-9600 |

## Verkehrswege
Nördlich von Ehringshausen überquert die Bundesautobahn 45 auf der Lemptalbrücke das Tal. 
Der rund 17 km lange Lemptalradweg folgt ab Ehringshausen dem Verlauf der Lemp bis Groß-Altenstädten und führt weiter bis zur Burg Hohensolms.